# Стилобат

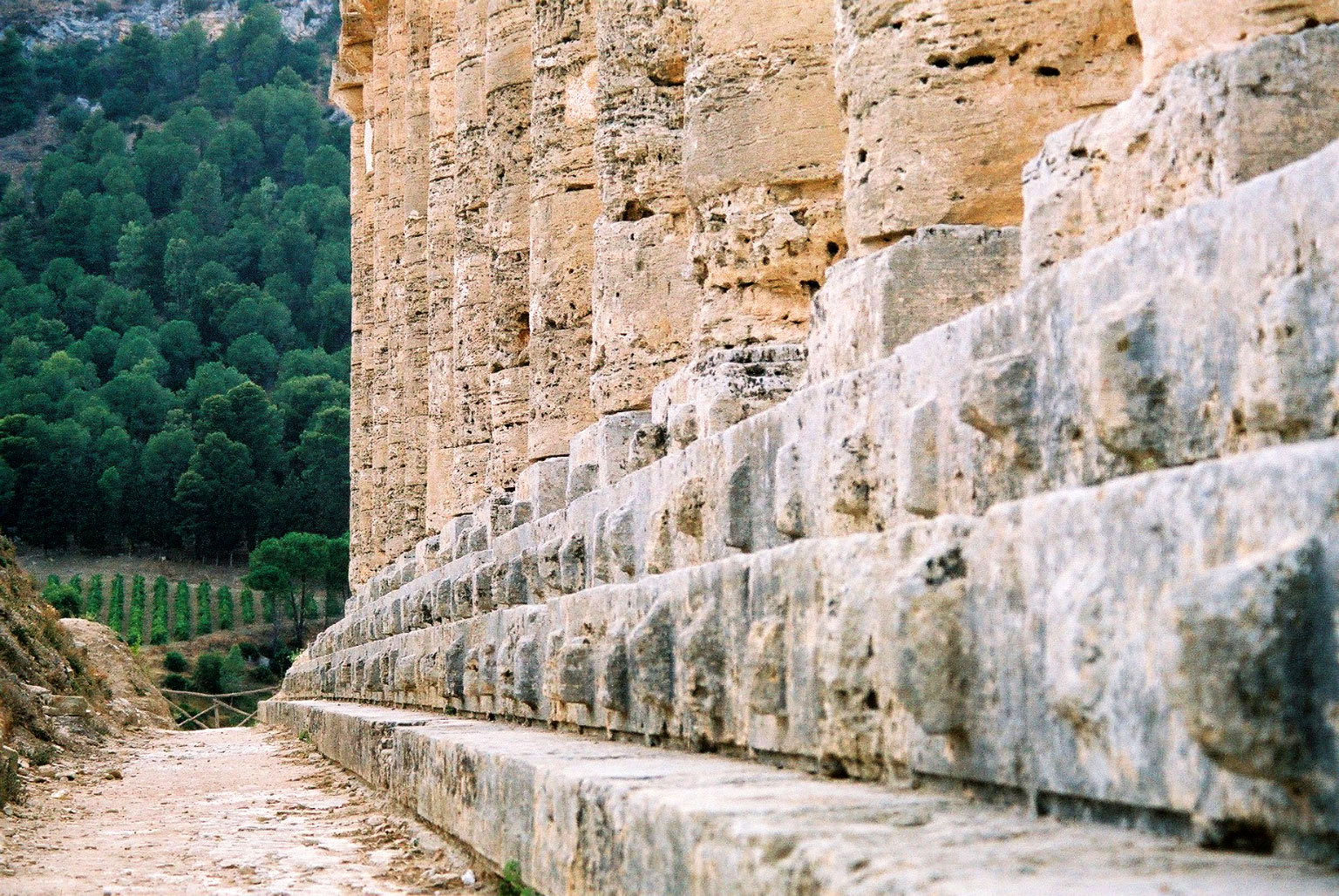
Традиційний триступеневий цоколь-стилобат доричного храму в Сегесті

Стилобат (від дав.-гр. στυλοβάτης) — верхня частина східчастого цоколю будинку, постаменту, скульптури тощо.

## Історія
Слово стилобат пішло з античної Греції й спочатку означало верхні плити триступеневого стереобату, кам'яних плит, викладених шарами між фундаментом і колонами.
Іншими словами, стилобатом у давній Греції спершу звано кам'яні плити під колонами, пізніше так почали називати характерні триступеневі цоколі давньогрецьких храмів (себто, увесь стереобат).

## Сучасність

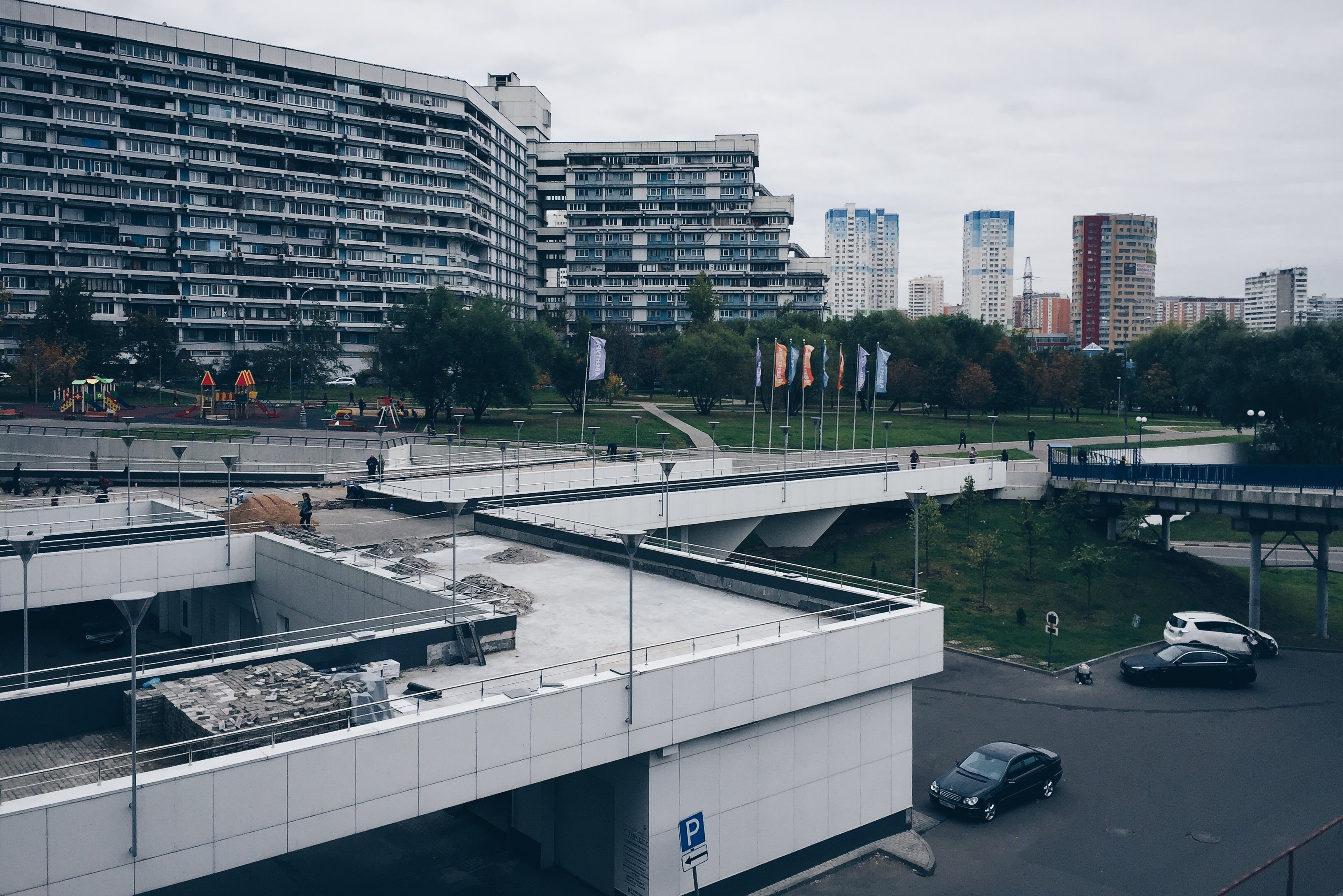
Стилобат житлового комплексу на 3 секції

В українській архітектурі такий елемент як стилобат використовується досить давно. Скажімо, Андріївська церква на Андріївському узвозі в Києві. Її перший фундаментальний поверх є стилобатом.